# Jorinde Voigt
Jorinde Voigt, née le 19 janvier 1977 à Francfort-sur-le-Main, est une dessinatrice allemande.

## Territoire, pétrole, eau, électricité
L’œuvre Territoire, pétrole, eau, électricité (issu de la série Territorium), est un dessin produit à l’encre et à la mine graphite. Elle a été réalisée par une dessinatrice allemande, Jorinde Voigt, en 2010. Cette œuvre de moyenne dimension comporte un travail minutieux de la part de l'artiste, répondant à un algorithme dont la règle nous échappe.Voigt a choisi de représenter les relations humaines par des flux liés au commerce international.

### Description de l'œuvre
L'œuvre est réalisée sur papier et utilise comme médium de l'encre et de la mine graphite ; de forme rectangulaire (114,5 x 226 cm), elle est de taille importante. Elle est présentée dans un cadre en verre transparent. Elle a été offerte lors d'un événement caritatif par la Société des Amis du Musée national d'art moderne en 2012 au Centre Pompidou.

## Biographie de l'artiste
Ville de naissance de Jorinde Voigt, Francfort (Allemagne)
Jorinde Voigt est une artiste contemporaine allemande célèbre pour ses œuvres qui explorent les relations entre l'art, la musique et les sciences. Née en 1977 à Francfort en Allemagne, elle a étudié la philosophie et la littérature mais plus tard elle se consacrera aux arts visuels et plastiques à l'université de Berlin. Le travail de Jorinde Voigt est caractérisé par des dessins complexes et abstraits mélangeant des éléments cartographiques et de diagrammes. Elle crée des systèmes visuels pour représenter des expériences subjectives et des flux de données, en explorant ainsi des concepts tels que le temps, la perception, la mémoire et la connaissance.

## Publications
- Piece for Words and Views (2012)
- 1000 Views
- Nexus (2011)
- Botanic Code
- Bilder in Kunst und Wissenschaft
- Collective Time